# نبی رحیموف
نبی رحیموف (ازبکی: Nabi Rahimov؛ ۷ نوامبر ۱۹۱۱، کوکند، منطقه فرغانه، امپراتوری روسیه - ۲۳ نوامبر ۱۹۹۴، تاشکند، ازبکستان)، بازیگر تئاتر و سینمای شوروی و ازبکستان بود. او جایزهٔ هنرمند خلق اتحاد جماهیر شوروی (۱۹۶۴) را دریافت کرده بود.